# ناو کلاس تاکائو
رزم‌ناو کلاس تاکائو (به ژاپنی: 高雄型) کلاسی از چهار رزم‌ناو سنگین در نیروی دریایی امپراتوری ژاپن بود که در دهه ۱۹۲۰ طراحی و بین سال‌های ۱۹۳۰ و ۱۹۳۱ ساخته شدند. از این ناوها در جریان جنگ جهانی دوم استفاده گردید.

## طراحی
تابستان ۱۹۲۱ هیراگا یوزورو، مهندس فعال در قسمت چهارم بخش فنی نیروی دریایی امپراتوری ژاپن پیشنهاد ساخت یک رزم‌ناو با وزن ۷۵۰۰ تن، سرعت ۳۵ گره و مسلح به شش توپ جدید کالیبر ۲۰.۳ سانتی‌متر در جایگاه‌های تک‌لول و شش اژدرافکن ۶۱ سانتی‌متری را مطرح ساخت. با دیده شدن تمهیداتی وزن کلی کاهش یافت تا امکان نصب چنین تسلیحات نسبتا بزرگی فراهم آید. زره اطراف و عرشه به عنوان بخشی از استحکام طولی بدنه قرار گرفت. عرشه ناو از جلو تا عقب در یک خط موج‌دار در یک تراز بود.